# Heinrich Wilhelm Ferdinand Wackenroder
Heinrich Wilhelm Ferdinand Wackenroder (Burgdorf, 8 marzo 1798 – Jena, 4 settembre 1854) è stato un farmacista e chimico tedesco.

## Biografia
Nel 1827 conseguì il dottorato presso l'Università di Erlangen, diventando professore associato l'anno seguente presso l'Università di Jena, dove collaborò con Johann Wolfgang Döbereiner (1780-1849). Nel 1836 divenne professore ordinario di farmacia. Per un periodo di tempo fu ispettore delle farmacie nel Granducato di Sassonia.
Nel 1826 Wackenroder isolò la Corydalin dal Corydalis Cava e nel 1831 isolò la carotina dalle carote. Nel 1845 scoprì la soluzione di Wackenroder, contenente acidi politionici.

## Opere
- Chemische Tabellen zur Analyse der unorganischen Körper (1829)
- Synoptische Tabellen über die chemischen Verbindungen erster Ordnung (1830)
- Ausführliche Charakteristik der wichtigsten Stickstoffreihen organischer Säuren (1841)
- Chemische Klassifikation der einfachen und zusammengesetzten Körper und die wichtigsten Verbindungen derselben (1851)